# Muhammad Ali-dynastins harem

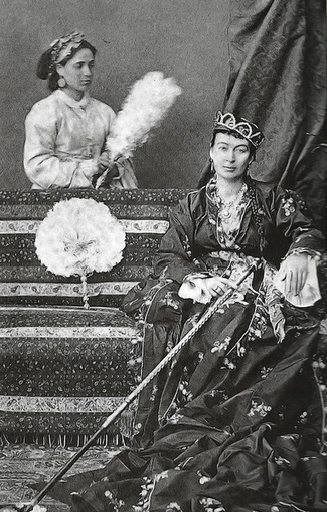
Inji Hanem Effendi

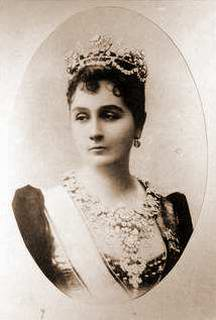
Emina Ilhamy fru till Muhammad Tawfiq Pascha.

Muhammad Ali-dynastins harem syftar på det kungliga haremet i Egypten som det var organiserat under härskarna ur Muhammad Ali-dynastins regeringstid. 
Härskarens harem i Khedivatet Egypten (1805-1914) var influerad av dess osmanska motsvarighet. 

## Hierarki
Khedivens harem bestod av hundratals och ibland tusentals slavinnor övervakade av hans mor (med titeln walida pasha), med hans fyra hustrur (hanim) som plats nummer två i hierarkin efter hans mor, strax före hans officiellt erkända favoritkonkubiner, (qadin), på plats nummer tre.

### Tjänare
De flesta av de förslavade kvinnorna hade olika tjänstepositioner i haremet med olika titlar, så som den högsta tjänsten bash qalfa, den första kvinnliga tjänaren hos haremets högsta kvinna, härskarens mor walida pasha.
Slavkvinnorna blev regelbundet frigivna, fick en hemgift bekostad av khediven, och giftes bort i strategiska äktenskap med olika manliga slavar (kallad kul eller mamluk), för att skapa lojalitetsband och tacksamhetsskuld mellan khediven och de manliga slavar som utbildades för att bli officerare och tjänstemän.

### Konkubiner
En minoritet av slavinnorna valdes ut för att bli tjänare (konkubiner) åt khediven själv, vanligen av hans mor; dessa kunde ibland slutligen bli hustrur till khediven, och frigivna genom umm walad (även kallad mustawlada) om de födde barn åt honom.
Muhammed Ali av Egypten ska ha haft tjugofem hustrur och konkubiner.
Den egyptiska överklassen imiterade khedivens hushåll och hade själva harem som fungerade enligt samma principer i mindre skala, och gifte bort sina slavinnor med manliga protegéer som sedan hamnade i tacksamhetsskuld.

## Avveckling av haremet
Detta system inledde en långsam avveckling från 1873 och framåt, när Tewfik Pasha gifte sig monogamt med Emina Ilhamy och satte ett exempel för monogami för överklassen, samtidigt som tanzimat-reformerna avskaffade mamluksystemet och ersatte systemet med att träna manliga slavar till att bli militärer och byråkrater och istället ersatte dem med fria utbildade studenter.   
År 1877 följde sedan Anglo-Egyptian Convention for the Abolition of Slavery, som förbjöd importen av manliga slavar till Egypten, som tidigare utgjort förslavade militärer och tjänstemän, utökat 1884 av förbudet av vita kvinnor genom slavhandeln på Svarta havet, som tidigare hade utgjort haremets slavinnor.
Avvecklingen gick dock långsamt och gradvis: det kungliga haremet och de egyptiska överklassmännens harem med afrikanska eunucker och vita slavinnor bestod till första världskriget, och monarkens mor hade fortsatt slavar så sent som år 1931.   
Det kungliga haremet i Egypten upplöstes slutligen 1938, när kungafamiljens kvinnor på monarkens önskan började delta i offentlig representation, vilket också gjorde haremen omoderna bland den övriga överklassen.